# Yaḩmūreh-ye Seh
Yaḩmūreh-ye Seh (persiska: یحموره سه) är en ort i Iran.   Den ligger i provinsen Khuzestan, i den centrala delen av landet, 500 km sydväst om huvudstaden Teheran. Yaḩmūreh-ye Seh ligger 29 meter över havet och antalet invånare är 111.
Terrängen runt Yaḩmūreh-ye Seh är mycket platt. Runt Yaḩmūreh-ye Seh är det ganska tätbefolkat, med 120 invånare per kvadratkilometer. Närmaste större samhälle är Choveys-e Do, 0,62 km sydost om Yaḩmūreh-ye Seh. Trakten runt Yaḩmūreh-ye Seh består till största delen av jordbruksmark.